# Fiesta de Las Marías
La fiesta de Las Marías es un acto de índole festivo y religioso, realizado con motivo de una multitudinaria promesa a la Virgen de Guía en Santa María de Guía de Gran Canaria. Se conmemora la Festividad del Dulce Nombre de María. Se realiza el tercer fin de semana del mes de septiembre. El 1 de diciembre de 2009 se declara Bien de Interés Cultural La Fiesta de Las Marías".

## Historia
El origen de esta Festividad data del año 1811 cuando los vecinos de las medianías de los municipios de Gáldar, Moya y Santa María de Guía, concretamente los vecinos de los Altos, del Barranco del Pinar, de Piedra de Molino, de Junquillo y Verdejo, Palmitales, Calabozo y Paso, Caideros de San José, Saucillo y Lucena, ofrecieron esta fiesta en agradecimiento a la Virgen de Guía, en absoluto agradecimiento al impactante milagro en el cual salvó todas y cada una de sus tierras y cosechas de la cigarra berberisca. La promesa se hizo en la Montaña de Vergara, en la cual hubo reacción inmediata puesto que de allí a pocos instantes, se vieron unas nubes que subían desde el mar y que al llegar sobre las tierras, descargó en lluvia torrencial arrasando en pocos momentos la cigarra y alejando en forma tan milagrosa la devastación y la ruina que se sufría en toda la comarca del norte de la isla.
Desde aquel momento ofrecieron todos los vecinos de la comarca norte de Gran Canaria llevar cada año a la Santísima Virgen de Guía la ofrenda de sus terrazgos y el fruto de sus trabajos y afanes. 
Desde entonces y de manera continua, todos y cada uno de los años, se celebra con gran devoción esta fiesta.

## Iniciación
Son estas expresiones de la rama, entre todas las de la Isla de Gran Canaria, una de las más tradicionales en cuanto o manifestación religiosa se entiende. Son lo que se llama fiesta votiva, ya que se debe a un voto que hicieran, los habitantes de aquellos predios de Santa María de Guía, entre los años 1825 y 1830.
Es por tanto una fiesta tradicional, con solera y sedimento de 200 años de existencia. Es una manifestación heredada desde los antepasados que se ha ido transmitiendo de generación en generación hasta nuestros días y que, a pesar de los años, se conserva tal cual.
El origen de estas fiestas, se concreta en el año 1811 y se debe a un voto hecho la Virgen de Guía, por los hombres del campo de las Medianías de Guía y de otros municipios del noroeste y otros que limitaban con Santa María de Guía. El voto o la promesa se hizo allá arriba en Vergara (pago de Guía) con motivo de una plaga de cigarras venidas de África (de las cercanas costas occidentales de este continente vecino), y que amenazaba con acabar y exterminar todo lo plantado y sembrado por aquellos lugares y otros más de Gran Canaria.
De nada les valía a aquellos hombres los medios rudimentarios de que se disponía por aquellas calendas y cuando ya estaban resignados por aquella invasión de estos insectos se les ocurrió hacer ese voto a la Virgen de Guía; un voto que consistía en ofrecer cada año una ofrenda a la misma, consistente en las mejores ramas de arbustos y pinos que llevarían o sus pies.
Entonces dicen que se produjo tan fuerte y pertinaz lluvia que toda aquella inmensa plaga murió por el agua caída.
Así ha sido el origen y motivo de esta fiesta de "la rama" que, año tras año, desde la promesa o voto, han venido celebrando los habitantes de las medianías, a los que, desde su inicio, se sumaron los que vivían en el casco de lo ciudad y barrios aledaños.
En ella colaboran directamente otros estamentos como la comudidad parroquial de Santa María de Guía, Moya y Gáldar; así como el Ayuntamiento de Santa María de Guía. A pesar de ello, no intervienen representaciones de orden superior, y las tradicionales representaciones políticas y militares se ven suprimidas, convirtiéndose así, en la fiesta del pueblo.
Se han elegido variados meses de cada año para celebrar este Fiesta votiva, por ejemplo, se celebró la fiesta en octubre en los años 1844, 1848, 1857, 1877, 1880, 1882, 1883, 1893, 1895, 1907, 1914, 1915 y 1916; en el mes de diciembre en 1901, 1913, y 1918, y a partir de 1930 hasta nuestros días los mayordomos deciden su celebración el tercer domingo de cada mes de septiembre.

## Mayordomos de Las Marías
Cada año, los encargados de preparar esta fiesta votiva, son los denominados Mayordomos de la Virgen de Guía. Se trata de una comisión de hombres y mujeres, que cada se comprometen a elaborar un programa de festejos, así como del cuidado de la imagen y de mantener vivas las tradición de esta fiesta mariana.
Cada mayordomía es independiente, por ello, hay una representación de diversos barrios de Santa María de Guía, y a su vez, dicha mayordomía pasa de generación en generación.

## Actos de la Fiesta

### Bajada de la Rama de las Marías
Cierto es, que el municipio de Santa María de Guía posee tesoros culturales y ello se refleja en sus multitudinarias fiestas. Aunque la Rama más popular de las Islas Canarias se celebra en la Villa Marinera de Agaete, considerada Fiesta de Interés Turístico Nacional  (enlace roto disponible en Internet Archive; véase el historial, la primera versión y la última)., la Rama de las Marías es la más antigua del Archipiélago Canario .
La Bajada de La Rama de Guía realiza el trayecto desde la Montaña de Vergara, descendindo jaleando ramas, tronando sus bucios, golpeando sus tambores hasta llegar así al Templo Mariano de Santa María de Guía donde los caminantes se aglomeran a la imagen mariana para ofrecer sus ramos como ofrenda y petición de lluvias.
Las personas que participan en esta Festividad, bajan cada año desde la Montaña de Vergara portando: 
- Un ramo de árbol. La mayoría de ellos corresponden a ramas de pino o eucaliptus, los cuales se procuran adornar.

- Las Caracolas, que se tratan de instrumentos típicos de Canarias.

- Tambores que generan una marcha rítmica.

### Misa Canaria y Procesión
Al día siguiente del ofrecimiento de los ramos, se ofrece una solemne misa canaria en la cual participan grupos folclóricos llegados de todas las islas. Al concluir la misa comienza la procesión de la Virgen al mediodía, por las calles históricas de la Ciudad. 
En esta procesión se acompaña a la Virgen en su recorrido para pagar el solemne voto promesa, en la cual desde su inicio hasta su finalización, la procesión es por el estruendo de las caracolas, por el rítmico compás que introducen tambores y cajas de guerra, así como por hermosos ramos. 
Para tal ocasión, la fachada de la Iglesia de Santa María de Guía es adornada y la Virgen luce su manto verde así como las cigarras de oro regaladas por el pueblo en la cual destaca la populosa Virgen en sus andas de baldaquino, con atributos marianos, con el sol de ráfagas y la media luna, todas en plata.

### Romería-Ofrenda
Cuando la procesión da por finalizada, La Virgen es situada a la entrada del Templo Parroquial, para dar comienzo a la Romería Ofrenda. Pro dicha romería transcurren carruajes y carros tirados por yuntas, las cuales deben cumplir ciertas normas estéticas, así como los romeros. Como se trata de un cumplimiento de voto, demás ayuntamientos hacen acto de presencia como es el Ayuntamiento de Gáldar y una pequeña representación del municipio de Moya.
Concluida la Romería-Ofrenda la Virgen entra en su Templo con una singular traca de despedida, acompañada por los mayordomos que agrupados entran simultáneamente, mientras que se estremece el Templo con el fragor de los bucios y las caracolas.

## Efemérides
- En años anteriores a 1939, la Virgen de Guía, acudía a San Roque a recibir La Rama de Las Marías.
- En 1859, se celebró dos veces la Fiesta de Las Marías.
- En 1965, se celebra la I Romería Ofrenda a la Virgen de Guía en la Fiesta de Las Marías.
- En 2009, la Fiesta de Las Marías fue declarada Bien de Interés Cultural, por el Gobierno de Canarias.
- El 20 de septiembre de 2009 y por primera vez en la historia de la Fiesta de Las Marías, la imagen de la Virgen de Guía no participa en la Procesión por las inclemencias meteorológicas, trasladándose la imagen al pórtico del Templo.
- El 17 de septiembre de 2010, la "Parranda Cenobio", realiza un espectáculo músico-teatral titulado "Cantata de las Cigarras, el Origen de la Fiesta", que contó con la salida inesperada de la Virgen de Guía al atrio del Templo.[2][3]

- El 17 de septiembre de 2011, con motivo del Bicentenario de la Fiesta de Las Marías, la Virgen procesiona de manera extraordinaria hasta el Barrio de San Roque para recibir "La Rama", como hacía en los orígenes de la fiesta votiva, acompañada por la banda de guerra de la Brigada de Infantería Ligera Canarias 50 y vecinos, con bombos, cajas de guerra y tambores.[4]

- En 2019, debido a los incendios forestales que asolaron la isla de Gran Canaria, se celebró la Fiesta de La Rama, pero sin ramas de eucaliptos ni pinos, que se sustituyeron por cintas de color verde, tanto ese día como en la Romería Ofrenda.

- A partir del año 2015, estaba planeado que la imagen Santísima Virgen subiera cada cinco años al barrio de San Roque a recibir la Rama, pero en el año 2020, con la pandemia por COVID-19, no pudo llevarse a cabo.

## 200.º Aniversario de la Fiesta de Las Marías
En el año 2011, Santa María de Guía celebró la edición número doscientos de la Fiesta de Las Marías. 
- Por tal acontecimiento, los Mayordomos de Las Marías fueron candidatos a obtener el Premio Canarias de la Cultura Popular, “por su significativa aportación a la identidad y cultura popular, entendida ésta como representación de aquellas actividades que han surgido de la propia realidad del pueblo canario, expresando sus intereses y enmarcándose en el proceso de construcción del próximo futuro”.

- La Virgen de Guía fue trasladada hasta San Roque en el año 2011, en donde recibió la Rama de Las Marías, recobrando así, una de las tradiciones de esta Fiesta votiva.